# 孔雀島
52°26′4″N 13°7′51″E / 52.43444°N 13.13083°E

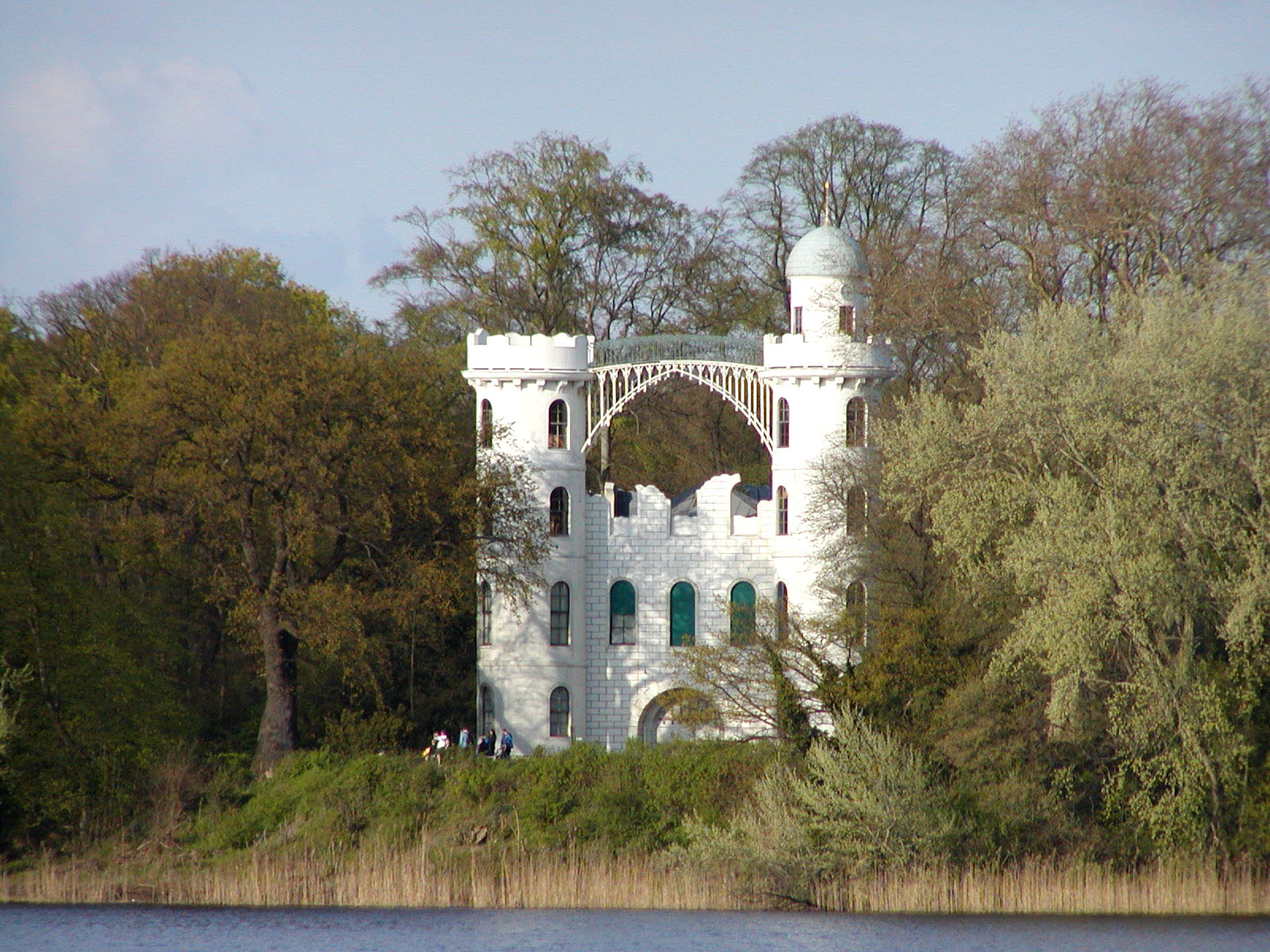

孔雀島（德語：Pfaueninsel）是位於德國柏林西南部哈弗爾河中的一座島嶼，鄰近勃蘭登堡州城市波茨坦。整座岛屿作为景观公园由柏林-勃兰登堡普鲁士宫殿园林基金会管理，1990年与波茨坦的无忧宫城堡和公园、柏林的格利尼克宫一起入选联合国教科文组织世界文化遗产“波茨坦和柏林的宮殿和公園建築群”。孔雀岛与勃兰登堡侯国和普鲁士王国时期的诸多重要人物和事件都有着紧密联系。

## 位置境域
孔雀岛位于柏林西南部施泰格利茨-采伦多夫区的下属区万湖，距柏林市中心直线距离约为22千米，距波茨坦市中心直线距离约为5千米。1924年后该岛总面积为88公顷，其中的67公顷为自然保护区。该自然保护区在欧盟自然栖息地指令之下建立，是欧盟鸟类保护区-西迪珀勒森林的一部分。
从西柏林的中心城区出发，可以从特奥多尔·豪斯广场站乘坐218路公交车，穿过格鲁讷瓦尔德森林直达孔雀岛，或者乘坐柏林城市快铁至柏林-万湖车站再前往孔雀岛。然而真正实现登岛必须乘坐短途渡轮。因为风景与东普鲁士的桑比亚半岛类似，孔雀岛也曾经获得“普鲁士天堂”的称号。

## 现况

### 轮渡
从陆地到孔雀岛的货运轮渡始于1811年。1821年，面向公众的轮渡航线开通，游客可以在星期二至星期四之间登岛，后来又开通了波茨坦到孔雀岛的游船。用于摆渡的木船于1905年投入使用，在1945年受到严重损坏而沉没。1948年该船被打捞上来，1950年渡轮航线重新运营。同年有人申请在孔雀岛与哈弗尔河北岸的下属区克拉多之间开通轮渡，但该路线由于利润低且距离西柏林和东德的边界太近而被否绝。1956年，一艘能容纳两辆车和60人的绳索渡轮在孔雀岛和哈弗尔河南岸的下属区万湖之间投入运营，1968年被发动机驱动的车辆渡轮取代。
孔雀岛与万湖之间的轮渡由普鲁士宫殿园林基金会运营，在每个白天提供服务。现有一艘建造于1968年，可载25人的小型客运渡轮，以及一艘22米长，20吨重的汽车渡轮，可载一辆车和150人。2011年，新渡轮投入运营，同样可以运送乘客与车辆。